# 210
Het jaar 210 is het 10e jaar in de 3e eeuw volgens de christelijke jaartelling.

## Gebeurtenissen

### Brittannië
- Keizer Septimius Severus boekt ondanks Caledonische guerrillatactieken en een groot aantal Romeinse slachtoffers, succes tijdens zijn campagne in het noorden van Brittannia. Hij onderwerpt de Schotten en sluit een vrede, onder de voorwaarde dat zij afstand zullen doen van de controle over de centrale laaglanden.[1]

### China
- Winter – Krijgsheer Liu Bei en zijn bondgenoten vallen de westelijke provincie Yi binnen. Hij probeert een eigen rijk te stichten, om vandaar de Han-dynastie te herstellen.

## Geboren
- Mani, Perzisch profeet en stichter van het manicheïsme (overleden 276)

## Overleden
- Claudius Galenus, Romeins arts en filosoof (waarschijnlijke datum)
- Zhou Yu (35), Chinees veldheer en militair strateeg